# Fernando Vidal
Fernando Vidal Blanco, (Ciudad de México (México), 9 de mayo de 1924 - Gijón (España), 25 de enero de 2012), fue un magistrado, presidente de la Audiencia Provincial de Asturias.

## Biografía

### Nacimiento e infancia
Fernando Vidal Blanco nació el 9 de mayo de 1924 en Ciudad de México, donde habían emigrado sus padres, desde la localidad asturiana de Avilés. Cuando contaba con poco más de dos años, la familia regresó a España, concretamente a Candás, trasladándose posteriormente a: Pola de Lena, Pontevedra y León. 

### Formación y carrera profesional
Fernando Vidal se licenció en Derecho, en la Universidad de Valladolid, en 1946. Tras completar su estancia en las milicias universitarias, comenzó su carrera profesional en 1954, en la localidad leonesa de Murias de Paredes, en el Juzgado de Primera Instancia e Instrucción. Desde allí se trasladó a Chantada, y posteriormente a Infiesto, donde permaneció diez años.
Ya en los años sesenta, se hizo cargo del juzgado de Bilbao, primero y Santander, después. Y en 1970, fue trasladado al Juzgado de Primera Instancia e Instrucción de Gijón, que por aquel entonces, llevaba anejo el cargo de decano de los jueces de Gijón, puesto que ocupó durante diez años. Allí desarrolló su actividad jurídica junto con los magistrados Luis Alonso, Augusto Domínguez Aguado y Félix Rodríguez García.
Fue el presidente de la Junta Electoral Provincial durante las Elecciones generales de 1977 y de 1979.
En enero de 1981 es Magistrado de la Audiencia Provincial de Asturias, y en 1986 el Consejo General del Poder Judicial le nombra presidente de la Audiencia Provincial de Asturias. Fue el primer Presidente de la Audiencia que no vivió en Oviedo (hasta entonces, había casa para ese cargo); pero él puso la condición de seguir viviendo en Gijón. En ese cargo estará hasta su jubilación en marzo de 1992. Bajo su mandato se inició la especialización de las secciones de la Audiencia, 
Como Presidente de la Audiencia, tras la constitución, el 23 de mayo de 1989, de los Tribunales Superiores de Justicia, Fernando Vidal Blanco, ocupa también el cargo de miembro nato de la Sala de Gobierno del Tribunal Superior de Justicia de Asturias.

### Distinciones honoríficas

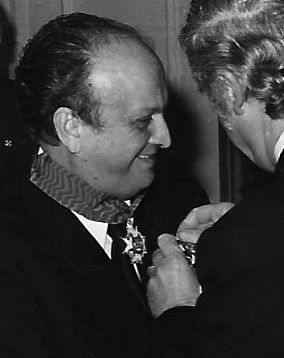
Fernando Vidal recibiendo la medalla de san Raimundo de Peñafort, en 1974

- Cruz Distinguida de 1ª clase de la Orden de San Raimundo de Peñafort. Concedida el 22 de julio de 1974, siendo por aquel entonces Decano de los jueces de Gijón.

### Vida personal
En León, conoció a su mujer, Betty López, natural de Oviedo, y en 1952 se casaron en la Iglesia del Cristo de las Cadenas, en la capital asturiana. El matrimonio tuvo cinco hijos, de los cuales, sólo la mayor decidió dedicarse al mundo del Derecho.
Cuando falleció, contaba con nueve nietos (Miryan, Ana, Marta, Andrea, Jorge, Olaya, Javier, Arturo, Francisco y Marina); y dos biznietos (Deva y Alejandro). El funeral de celebró en la Iglesia de Nuestra Señora de Begoña, de los PP. Carmelitas (Gijón). Sus restos mortales reposan en el cementerio parroquial de Quintes.